# أزوبيرانو
ازوبيرانو
مدينة قديمة موقعها غير معروف سوى انها تقع ضفة نهر الفرات لكن يعتقد أنها تقع بالقرب من مدينة سيبار , وذكرت بأنها المدينة التي ولد بها الملك سرجون الأكدي ويعتقد بأن هذه المدينة كانت تسكنها اغلبية سامية في العصر السومري و بأنها إحدى مدن التي سكنها الساميون القدماء , ومعنى اسمها هو زعفران .